# Ryujinx (émulateur)
Ryujinx était un émulateur open-source de la Nintendo Switch pour Windows, Linux et MacOS. Il était développé en C# principalement par gdkchan dans le but de fournir une compatibilité et une précision exceptionnelle. Il était devenu un choix populaire depuis que son homologue Yuzu avait arrêté son développement, à la suite du procès intenté par Nintendo. 
En octobre 2024, l'onglet téléchargement du site officiel et la page GitHub de Ryujinx sont mis hors-service. Selon une source interne qui s'exprime sur le serveur Discord officiel de cet émulateur, "gdkchan a été contacté par Nintendo et s'est vu proposer un accord pour arrêter de travailler sur le projet, supprimer l'organisation et tous les actifs connexes qu'il contrôle. En attendant de savoir s'il accepterait cet accord, l'organisation a été supprimée, donc je pense qu'il est prudent de dire ce qu'il en est",.

## Histoire
Ryujinx a été initialement lancé en 2017. Sa particularité est qu'il est développé dans le langage de programmation C# (prononcé C-sharp) alors que la quasi-totalité des émulateurs sont programmés en C++. Il a rapidement gagné en popularité grâce à son interface conviviale et ses mises à jour fréquentes. 
Une des avancées majeures de Ryujinx a été l'intégration de l'API graphique Vulkan, qui a considérablement amélioré les performances par rapport à OpenGL. Par exemple, des améliorations de performance allant jusqu'à 66.7% pour Hyrule Warriors: Age of Calamity et un gain de performance presque multiplié par 2.5 pour Catherine: Full Body.

## Performances
Ryujinx se distingue par sa capacité à exécuter un large éventail de jeux Nintendo Switch commerciaux avec une grande précision. Des titres récents comme The Legend of Zelda: Tears of the Kingdom fonctionnent déjà de manière fluide et presque sans bug graphique, ce qui témoigne de l'efficacité et de la rapidité des mises à jour de l'émulateur. En plus de sa compatibilité étendue, Ryujinx propose une interface utilisateur intuitive qui facilite la configuration et l'utilisation pour les débutants comme pour les utilisateurs avancés.

### Comparaison avec Yuzu
Dans le monde de l'émulation Nintendo Switch, Ryujinx et Yuzu sont souvent comparés. Bien que Yuzu ait été le premier à être développé par l'équipe derrière l'émulateur Citra, Ryujinx a su se démarquer par sa simplicité d'utilisation et ses performances stables. Certains utilisateurs préfèrent l'interface et la configuration de Ryujinx, soulignant sa facilité d'utilisation par rapport à Yuzu.